# RS-541
Pour les articles homonymes, voir Route 541.
La RS-541 est une route locale du Sud-Ouest et du Centre-Ouest de l'État du Rio Grande do Sul reliant la BR-287, depuis le district de Nhu-Porã de la municipalité de São Borja, à la RS-168, sur le territoire de la commune de Santiago. Elle dessert São Borja, Itacurubi et Santiago, et est longue de 97,970 km.